# گرگین ایبریا
گرگین ایبریا یا گرگین مغیستر (گرجی: გურგენი؛ ۹۵۰ – ۱۰۰۸) پادشاه ایبریا-کارتلی بود که عنوان «شهنشاه گرجستان» را از سال ۹۹۴ تا زمان مرگش در سال ۱۰۰۸ دارا بود. «مغیستر» عنوانی بود که توسط امپراتور بیزانس، «باسیل دوم»، به گرگین ایبریا گفته می‌شد.